# Wittevrouwenbrug
De Wittevrouwenbrug is een vaste brug in de Nederlandse stad Utrecht.
Ze is gelegen aan de noordoostzijde van het stadscentrum en vormt met name een directe verbinding tussen de Biltstraat en de Wittevrouwenstraat. De waterweg die ze daarin overspant is de Stadsbuitengracht. Deze voormalige verdedigingsgracht rond de stad was vanuit de middeleeuwen tot in de 19e eeuw zeer beperkt over land over te steken via een klein aantal stadspoorten. Op deze locatie was dat de Wittevrouwenpoort. De Wittevrouwenbrug maakte deel uit van het poortcomplex. Gaandeweg de geschiedenis is de brug diverse malen vernieuwd. De stadspoort is in 1858 gesloopt maar de brugverbinding bleef. De huidige brug is dat jaar gebouwd evenals het naastgelegen gebouw aan de Wittevrouwenstraat 44. Over de brug reden tot in de jaren 1930 trams. Begin 21e eeuw vond aan de brug groot onderhoud plaats.
Vandaag de dag wordt de Wittevrouwenbrug over land vrij intensief gebruikt door allerhande verkeersdeelnemers.

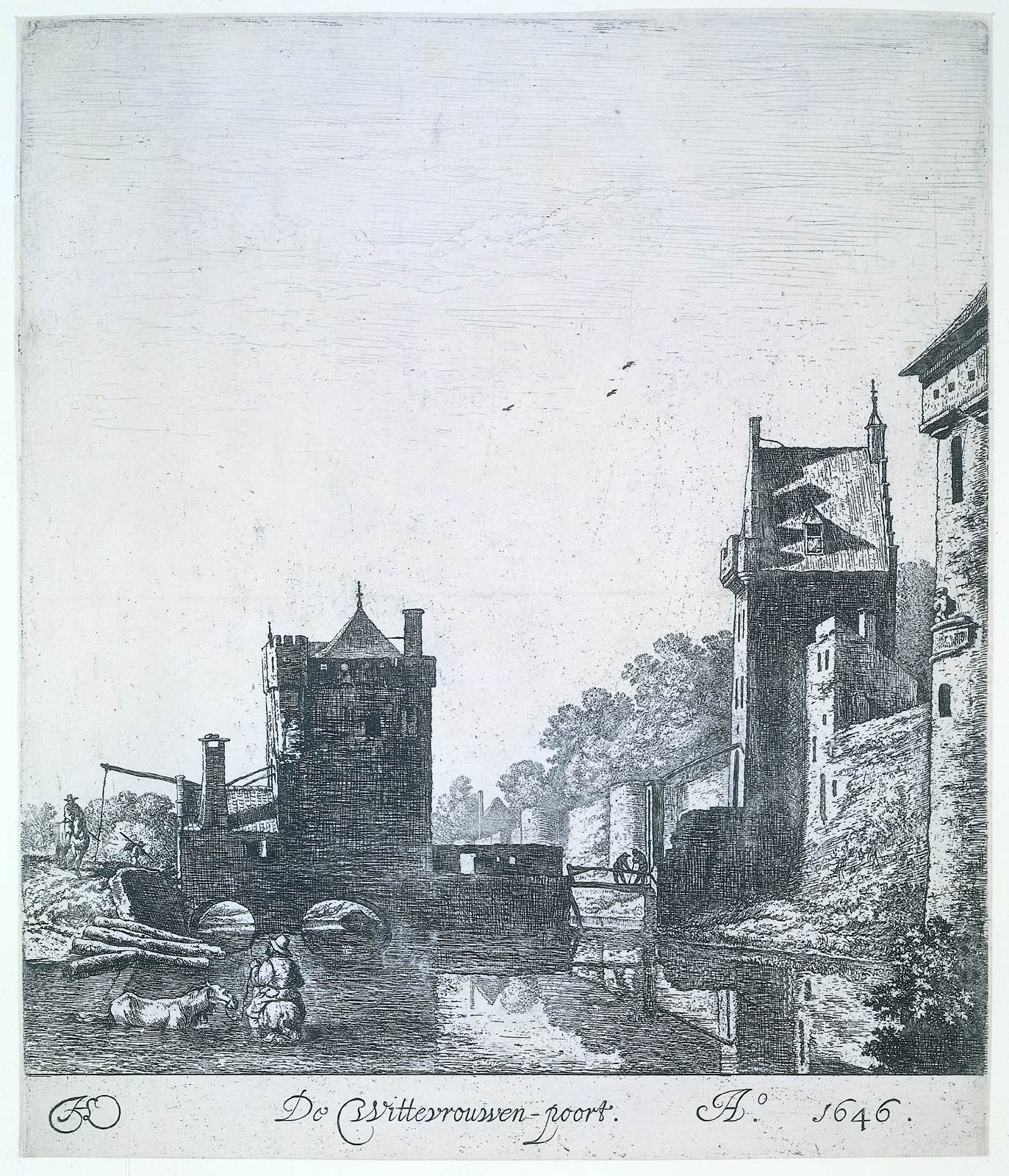
De Wittevrouwenpoort in 1646 afgebeeld door Herman Saftleven.